# 自由文化作品の定義

Definition of Free Cultural Works（自由文化作品の定義）のロゴ

自由文化作品の定義（英語: Definition of Free Cultural Works）とは、エリック・メーラーが提唱し freedomdefined.org というウェブサイトで出したフリーコンテントの定義である。
2006年4月3日に「Definition of Free Cultural Works」の最初のドラフトを出した。リチャード・ストールマン、ローレンス・レッシグ、アンジェラ・ビーズリーなどがこのプロジェクトを手伝った。1.0と1.1バージョンは英語で発表され他の言語に翻訳されていった。
ウィキメディア財団も自由文化作品の定義を使用している。2008年、「表示」と「表示-継承」のクリエイティブ・コモンズ・ライセンスに「Approved for Free Cultural Works」のマークが付けられ、その後ウィキペディアはクリエイティブ・コモンズの表示-継承に移行した。

## 承認ライセンス
- Against DRM license
- BSDライセンス
- CERN Open Hardware License
- CC0
- クリエイティブ・コモンズ 表示
- クリエイティブ・コモンズ 表示-継承
- Design Science License
- FreeBSD Documentation License
- 自由芸術ライセンス
- GNU Free Documentation License
- GNU Lesser General Public License
- GNU General Public License
- Lizenz für Freie Inhalte
- MirOS Licence
- MIT License
- Open Publication License